# Lutz Niethammer

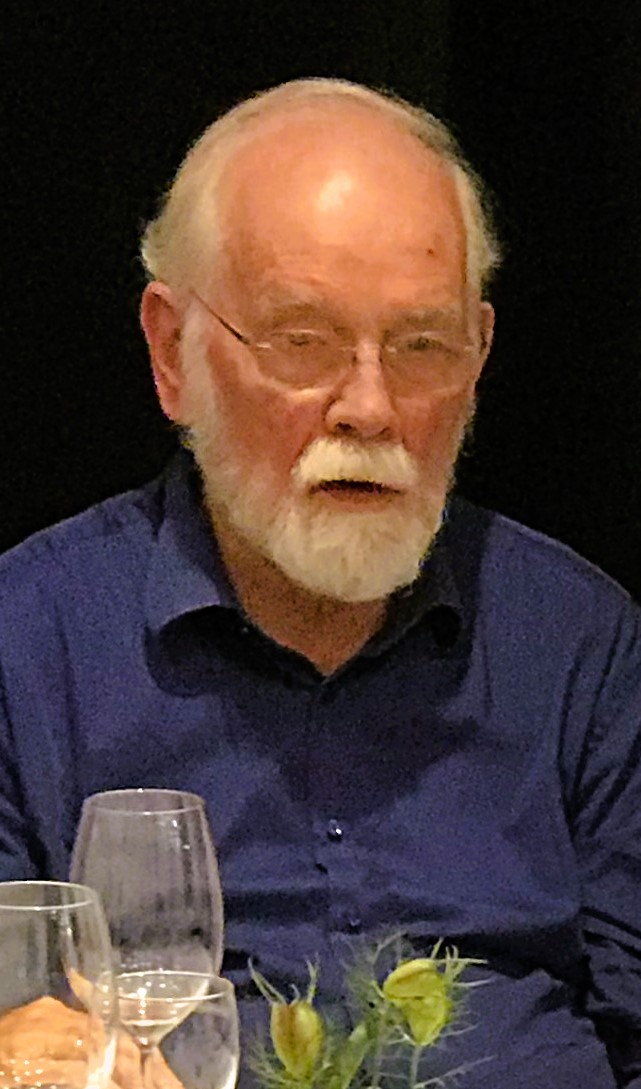
Lutz Niethammer (2019)

Lutz Niethammer (* 26. Dezember 1939 in Stuttgart; † 29. Juli 2025 in Berlin) war ein deutscher Historiker und Hochschullehrer. Er beschäftigte sich vor allem mit deutscher Nachkriegsgeschichte und Oral History.

## Leben
Lutz Niethammer wurde 1939 in Stuttgart als Sohn des Grafikers Robert Niethammer (1903–1965) und dessen Frau Annlis Mostert (1902–1975) geboren. Er studierte Geschichte, Evangelische Theologie und Sozialwissenschaften an den Universitäten Heidelberg, Bonn, Köln und München. Mit einer Arbeit zur Entnazifizierung in Bayern unter der amerikanischen Besatzung (später unter dem Titel „Die Mitläuferfabrik“ veröffentlicht) wurde Niethammer 1971 in Heidelberg bei Werner Conze promoviert. Von 1968 bis 1972 war er Wissenschaftlicher Assistent bei Hans Mommsen an der Ruhr-Universität Bochum.
Er wurde 1973 als Professor an die Universität-Gesamthochschule Essen berufen, deren Konrektor für Studium und Lehre er 1981/82 war. Von 1983 bis 1989 leitete Niethammer den Arbeitsbereich Neuere Geschichte an der Fernuniversität in Hagen. Danach war er Gründungsbeauftragter und erster Präsident des Kulturwissenschaftlichen Instituts in Essen. Nach der deutschen Wiedervereinigung folgte er 1993 einem Ruf auf den Lehrstuhl für Neuere und Neueste Geschichte an die Universität Jena, wo er bis zu seiner Emeritierung 2005 lehrte. Zu seinen Schülern gehörten Franz Brüggemeier, Axel Doßmann, Ulrich Herbert, Dirk van Laak, Detlev Peukert und Ernst Schmidt.
Gastaufenthalte führten Niethammer an das St Antony’s College in Oxford (1972/1973), an das Maison des Sciences de l’Homme in Paris (1978/1979), an die Akademie der Wissenschaften der DDR in Berlin (Ost) (1986/1987), an das Wissenschaftskolleg zu Berlin (1987/1988), an die Universität Basel (1988/1989), an das Europäische Hochschulinstitut in Florenz (1988/1989) sowie an die Universität Wien (2008/2009). In der Frage der Zwangsarbeiterentschädigung war Niethammer Berater der Bundesregierung.
Niethammer war ab 2003 Foreign Honorary Member der American Academy of Arts and Sciences. Er war Träger des Bochumer Historikerpreises. Er war Mitglied des Wissenschaftlichen Beirats des Instituts für Diaspora- und Genozidstudien an der Ruhr-Universität Bochum (seit 1998), des Kuratoriums der Gedenkstätte Buchenwald (seit 1993), des wissenschaftlichen Beirats der Stiftung Ettersberg zur vergleichenden Erforschung europäischer Diktaturen und ihrer Überwindung in Weimar (seit 2002) und des wissenschaftlichen Beirats der Stiftung „Erinnerung, Verantwortung und Zukunft“ (seit 2004). Niethammer war ferner seit 1978 Vertrauensdozent der Hans-Böckler-Stiftung.
Niethammer gilt als ein Wegbereiter der Oral History in Deutschland. Als deutschsprachiges Pionierwerk gilt der erste Band der von ihm herausgegebenen Studie Lebensgeschichte und Sozialkultur im Ruhrgebiet 1930–1960. Band 1: Faschismuserfahrungen im Ruhrgebiet. Er war von 1980 bis 1994 deutscher Vertreter der Oral History Association, von 1990 bis 1992 auch deren Vorsitzender. Er gehörte zum Herausgebergremium der Zeitschrift BIOS.
Niethammer war mit der Bochumer Historikerin und Hochschullehrerin Regina Schulte (1949–2024) verheiratet. Er starb Ende Juli 2025 im Alter von 85 Jahren in Berlin.

## Schriften (Auswahl)
Monografien
- Angepasster Faschismus. Politische Praxis der NPD. S. Fischer, Frankfurt a. M. 1969.[3]
- Entnazifizierung in Bayern. Säuberung und Rehabilitierung unter amerikanischer Besatzung. Fischer, Frankfurt am Main 1972, ISBN 3-10-052402-0 (Zugl.: Heidelberg, Univ., Diss., 1971). Neuausgabe: Die Mitläuferfabrik. Die Entnazifizierung am Beispiel Bayern, Dietz Verlag, Berlin 1982, ISBN 9783801200824.
- Lebenserfahrung und kollektives Gedächtnis. Die Praxis der „Oral History“. Frankfurt am Main 1980, ISBN 3-8108-0142-9.
- Posthistoire. Ist die Geschichte zu Ende? Rowohlt, Reinbek 1989, ISBN 3-499-55504-2.[4]
- Die volkseigene Erfahrung. Eine Archäologie des Lebens in der Industrieprovinz der DDR. Rowohlt, Berlin 1991, ISBN 3-87134-009-X.
- Kollektive Identität. Heimliche Quellen einer unheimlichen Konjunktur. Rowohlt, Reinbek 2000, ISBN 3-499-55594-8.[5]
- Ego-Histoire? Und andere Erinnerungs-Versuche. Wien 2002, ISBN 3-205-77085-4.[6]
- Der gesäuberte Antifaschismus. Die SED und die roten Kapos von Buchenwald. Mit Katrin Hartewig, Einleitung Katrin Hartewig; Lutz Niethammer, Berlin 1994, viele weitere Auflagen. Reprint in Online-Ausgabe, De Gruyter, Berlin 2018, ISBN 978-3-05-007049-0.

Herausgeberschaften
- (mit Bodo Hombach, Tilman Fichter, Ulrich Borsdorf): „Die Menschen machen ihre Geschichte nicht aus freien Stücken, aber sie machen sie selbst.“ Dietz, Berlin 1984, ISBN 3-8012-0101-5.
- „Die Jahre weiß man nicht, wo man die heute hinsetzen soll.“ Faschismuserfahrungen im Ruhrgebiet. Dietz, Bonn 1983 (= Lebensgeschichte und Sozialkultur im Ruhrgebiet, Bd. 1). ISBN 3-8012-0085-X.
- „Hinterher merkt man, daß es richtig war, daß es schiefgegangen ist.“ Nachkriegserfahrungen im Ruhrgebiet. Dietz, Bonn 1983 (= Lebensgeschichte und Sozialkultur im Ruhrgebiet, Bd. 2). ISBN 3-8012-0090-6.
- (mit Alexander von Plato): „Wir kriegen jetzt andere Zeiten“. Auf der Suche nach der Erfahrung des Volkes in nachfaschistischen Ländern. Dietz, Bonn 1985 (= Lebensgeschichte und Sozialkultur im Ruhrgebiet, Bd. 3). ISBN 3-8012-0113-9.
- (mit Roger Engelmann): Bühne der Dissidenz und Dramaturgie der Repression. Ein Kulturkonflikt in der späten DDR. Vandenhoeck & Ruprecht, Göttingen/Bristol, Conn. 2014, ISBN 978-3-525-35035-5.
- (mit Silke Satjukow): „Wenn die Chemie stimmt …“. Geschlechterbeziehungen und Geburtenplanung im Zeitalter der „Pille“. Wallstein, Göttingen 2016, ISBN 978-3-8353-1741-3.
- Tengelmann im Dritten Reich. Ein Familienunternehmen des Lebensmittelhandels und der Nationalsozialismus. Hrsg., Autoren: Niethammer, Katrin Hartewig, Almuth Leh u. Daniela Rüther, Klartext, Essen 2020, ISBN 978-3-8375-1223-6.